# Bagry

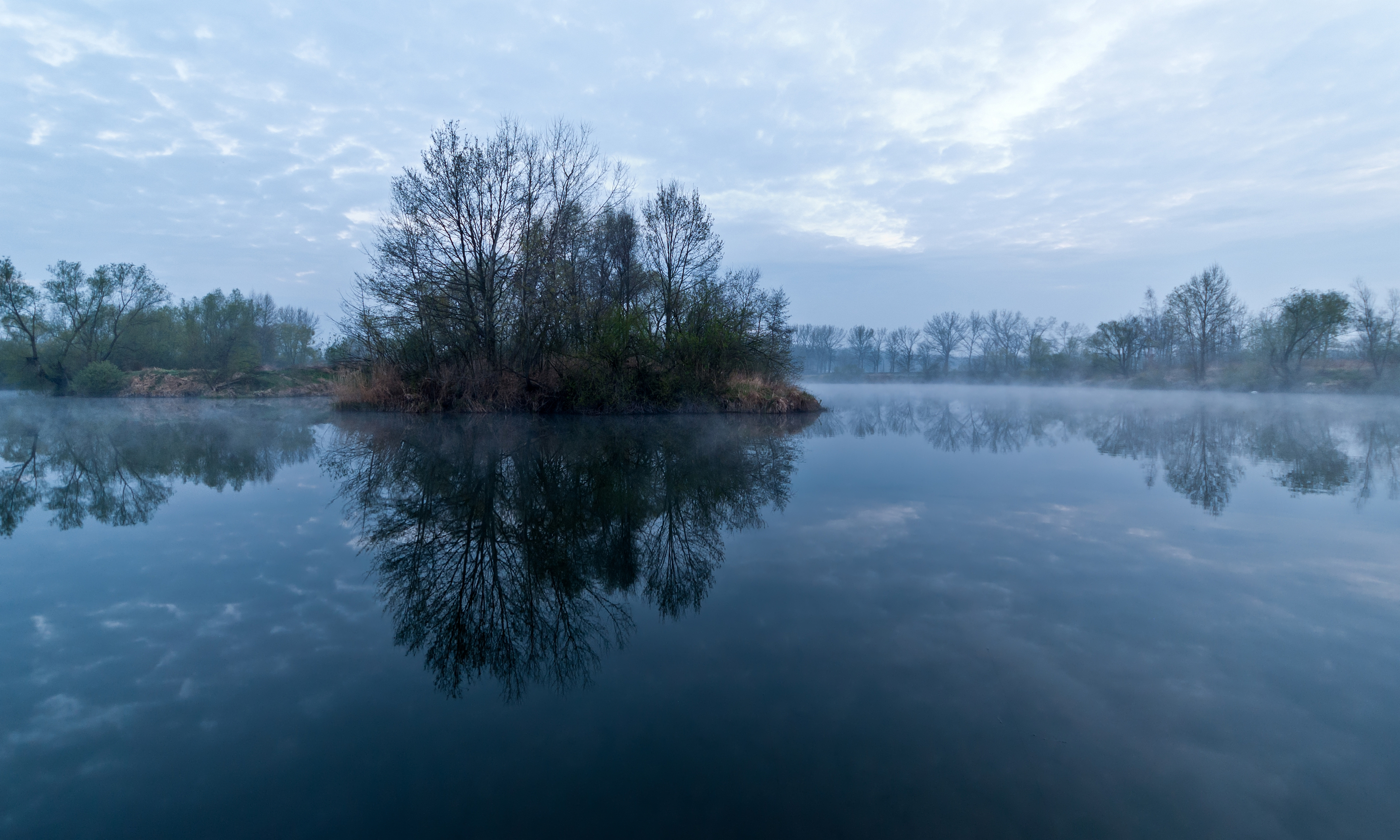
Bagry w Paczkowie

Bagry (niem. Baggersee) – określenie sztucznego zbiornika wodnego powstałego w wyniku zatopienia wyrobiska piaskowni lub żwirowni, spotykane na Śląsku i w Małopolsce Zachodniej, np. Bagry w Krakowie czy w Czechowicach.
Niedaleko tych drugich, mianowicie w miejscowości Przezchlebie, również znajdowały się takie akweny, zasypane potem odpadami z elektrowni.
Innymi znanymi bagrami są zalewy: Chechło-Nakło oraz Kuźnica Warężyńska.